# Ramikita-(Y)
La ramikita-(Y) és un mineral de la classe dels fosfats. Rep el nom en honor del senyor Robert A.J. Ramik (n. 1951), tècnic termoanalític i mineralogista del Departament d'Història Natural del Museu Reial d'Ontario, a Toronto (Canadà).

## Característiques
La ramikita-(Y) és un fosfat de fórmula química Li₄(Na,Ca)₁₂Y₆Zr₆(PO₄)₁₂(CO₃)₄O₄[(OH),F]₄. Va ser aprovada com a espècie vàlida per l'Associació Mineralògica Internacional l'any 2009. Cristal·litza en el sistema triclínic. La seva duresa a l'escala de Mohs és 3.

## Formació i jaciments
Va ser descoberta a la pedrera Poudrette, situada al Mont Saint-Hilaire, dins el municipi regional de comtat de La Vallée-du-Richelieu, a Montérégie (Québec, Canadà). Es tracta de l'únic indret de tot el planeta on ha estat descrita aquesta espècie mineral.